# Myrmecobius fasciatus
Genre
Espèce
Statut de conservation UICN

 EN C1+2a(i) : En danger
Statut CITES
Myrmecobius fasciatus (noms vernaculaires : myrmécobie à bandes, numbat ou encore fourmilier marsupial) est un petit marsupial endémique d'Australie-Occidentale. C'est le seul membre du genre Myrmecobius et de la famille Myrmecobiidae, l'une des trois familles qui composent l'ordre des Dasyuromorphia, regroupant l'ensemble des carnivores marsupiaux.

## Description
Le numbat mesure entre 17,5 et 29 cm de long et sa queue mesure de 12 à 21 cm. Le mâle pèse entre 300 et 715 g (597 g en moyenne) et la femelle entre 320 et 678 g (478 g en moyenne). La tête est petite avec un museau fin. Une bande noire horizontale traverse les yeux, elle est soulignée par une ligne blanche. Le pelage est court, raide et peu dense. Le dos est brun-roux à l'avant et devient progressivement brun foncé puis noir sur la croupe. Il est parcouru par 4 à 11 bandes transversales blanches qui sont nettes et larges sur la croupe et de moins en moins visibles à l'avant du corps. Le pelage est blanc sur le ventre. La femelle possède 4 tétons recouverts de poils dorés, elle n'a pas de marsupium. Les poils de la queue sont bruns et blancs, ils sont plus longs que sur le reste du corps,.
Comme la plupart des mammifères qui se nourrissent de termites ou de fourmis, Myrmecobius fasciatus a un maxillaire dégénéré avec des dents qui ne sont pas fonctionnelles et il est incapable de mâcher. Néanmoins il a une formule dentaire analogue à celle des autres marsupiaux.

## Sous-espèces
- Myrmecobius fasciatus fasciatus
- Myrmecobius fasciatus rufus

## Répartition et habitat

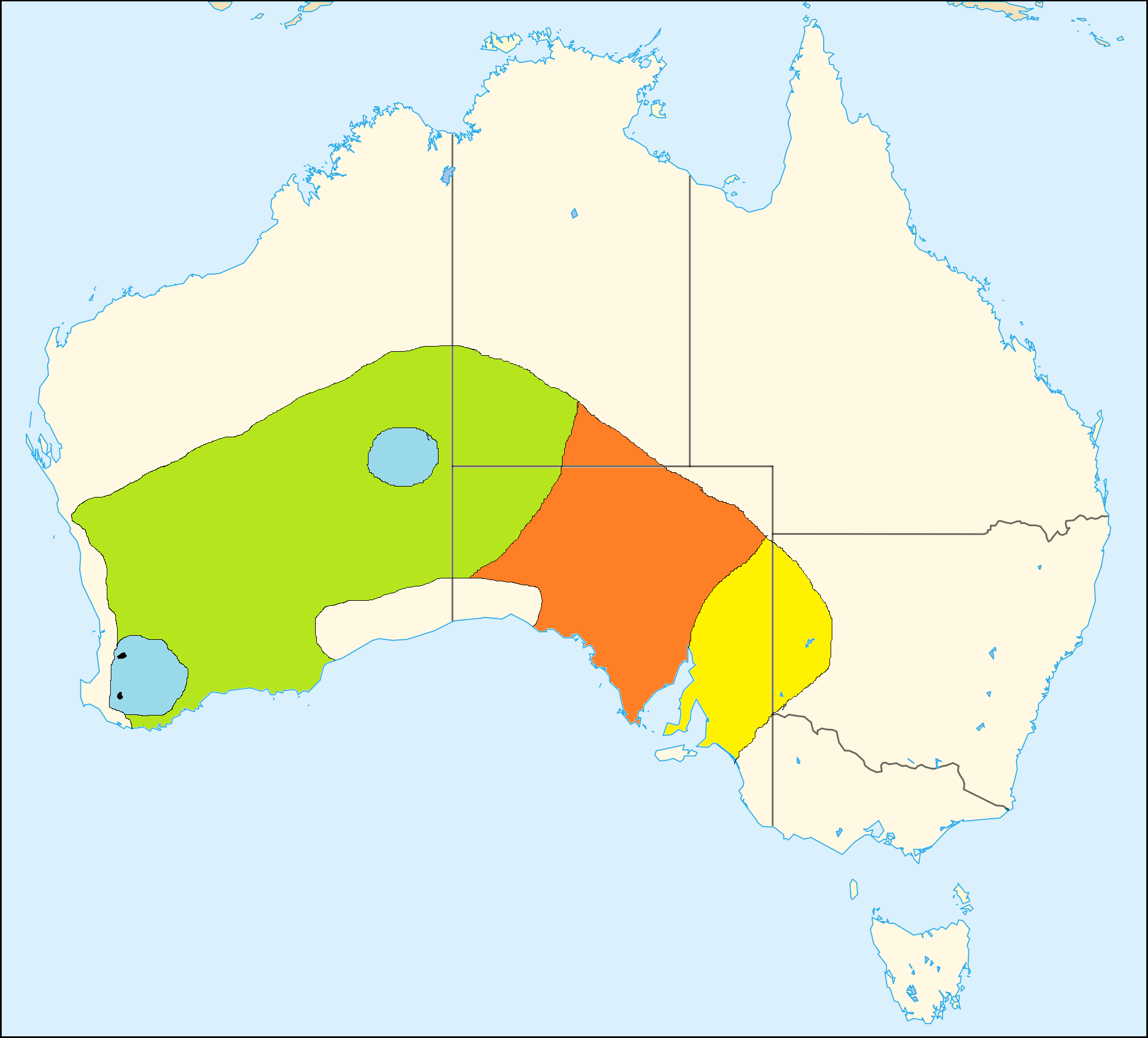
Répartition historique du Myrmecobius fasciatus.

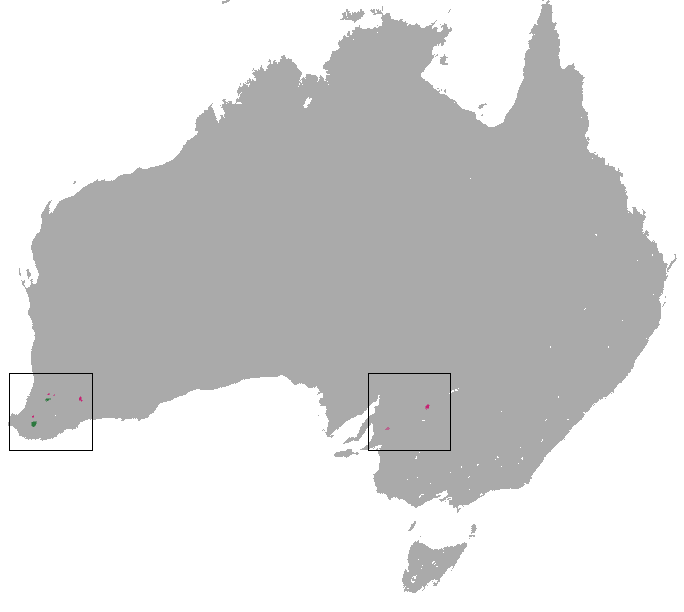
Répartition actuelle. En vert les populations survivantes et en rose les populations réintroduites (agrandir pour voir les couleurs).

Avant l'arrivée des Européens en Australie, les numbats étaient présents dans tout le sud de l'île, Australie-Occidentale, en Territoire du Nord, en Australie-Méridionale, en Nouvelle-Galles du Sud, en Victoria. Ils ne sont plus aujourd'hui présents qu'en Australie-Occidentale,.
Lorsque les numbats étaient abondants, ils occupaient les zones boisées d'eucalyptus et d'acacias ainsi que les prairies de Triodia et de Plectrachne. Ils ne sont plus aujourd'hui présents que dans les bois d'eucalyptus avec de nombreux arbres morts qui leur servent d'abris.

## Alimentation
Myrmecobius fasciatus est un animal très spécialisé, se nourrissant exclusivement de termites. Il en consomme entre 15 000  et   20 000 par jour, ce qui correspond à 10 % de son poids. Il se nourrit notamment des genres Heterotermes, Coptotermes, Amitermies, Microcerotermes, Termes, Paracapritermes, Nasutitermes, Tumulitermes et Occasitermes. Il ingère également quelques fourmis par accident.
Le numbat passe l'essentiel de son temps de veille à la recherche de nourriture, marchant, s'arrêtant et repartant, reniflant le sol à la recherche des galeries souterraines peu profondes de termites. Quand il en a repéré, il s'accroupit sur ses pattes arrière et creuse la terre rapidement avec ses pattes antérieures munies de griffes robustes. Il récupère ensuite les termites avec sa langue étroite qu'il introduit dans les galeries. 

## Mode de vie
Le myrmécobie à bandes est le seul marsupial australien totalement diurne. Cela est dû à son régime alimentaire spécialiste qui lui impose d'être actif aux mêmes heures que les termites.
L'activité du numbat est régie par de fortes variations saisonnières qui dépendent de l'ensoleillement, de l'abondance en proies et des conditions de reproduction. Durant le printemps et l'été australs, période qui correspond à la saison de reproduction, le numbat est actif plus longtemps pendant la journée qu'en automne et en hiver. En été, il est actif tôt le matin, tard le soir et reste caché puis dans un terrier ou un tronc d'arbre mort durant l'après-midi. En hiver, il est plus actif vers le milieu de la journée. Ces variations suivent l'abondance en proies et permettent également au numbat de réduire au minimum sa thermorégulation.

### Comportement social
Myrmecobius fasciatus reste solitaire une grande partie de l'année, chaque individu occupe un territoire d'environ 50 hectares. Les territoires d'individus de même sexe sont strictement séparés tandis que les territoires des individus de sexe opposés peuvent se chevaucher,.
Il utilise des souches creuses comme abri et refuge toute l'année, même s'il passe la nuit pendant les mois les plus froids dans des terriers qu'il creuse. Les terriers et certains abris contiennent un nid à base de feuilles, graminées et écorces. En été, le myrmécobie prend le soleil sur des souches.

## Reproduction
La période de reproduction a lieu de décembre à janvier. Le mâle sécrète une substance huileuse par la glande sternale dont il enduit les rochers en se frottant. Cette substance odorante lui permet d'avertir les femelles qu'il recherche une partenaire et de tenir les mâles éloignés de son territoire. La copulation dure de moins d'une minute à une heure. Le mâle peut s'accoupler avec plusieurs femelles.
La gestation dure 14 jours. La femelle donne naissance à quatre petits entre janvier et février. Contrairement à la plupart des marsupiaux, la femelle de cette espèce n'a pas de poche, elle transporte donc ses petits accrochés à ses quatre tétons. Ils y restent attachés pendant six mois, jusqu'à ce qu'ils soient devenus trop lourds pour que la mère puisse continuer à les porter. Elle les dépose alors dans un nid vers juillet-août. Ils continuent néanmoins à téter leur mère jusqu'à l'âge de neuf mois. Ils commencent à s'alimenter seuls vers fin septembre et sont indépendants en novembre, ils quittent alors leur mère et partent à la recherche d'un nouveau territoire,. 
La longévité est de 4 ans dans la nature. En captivité, une femelle a survécu 7 ans et un mâle 11 ans.

## Prédateurs et parasites
Les principaux prédateurs du numbat sont les renards roux et les chats féraux, qui ont été importés par les Européens. Ils sont également la proie d'animaux indigènes comme les rapaces (aigle d'Australie, faucon bérigora, aigle nain, autour australien), le varan de Gould et le serpent Morelia spilota,.
Les numbats peuvent être parasités par les tiques Ixodes vestitus, I. myrmecobii et Amblyomma triguttatum, les mouches Echidnophaga myrmecobii et E. perilis ainsi que par la mite Mesolaelaps australiensis. Des nématodes (Beveridgeiella calabyi, B. inglisi) ont également été trouvés dans le tube digestif de certains individus.

## Phylogénie
Des études génétiques ont montré que l'ancêtre de Myrmecobius fasciatus aurait divergé des autres Dasyuromorphia il y a entre 32,8 et 42,2 millions d'années.
|  | Sminthopsis (souris marsupiales)                                                        |
|  |                                                                                         |
|  | \| \| Phascogale (phascogale) \| \| \| \| \| \| Dasyurus (chats marsupiaux) \| \| \| \| |
|  |                                                                                         |
|  | Phascogale (phascogale)                                                                 |
|  |                                                                                         |
|  | Dasyurus (chats marsupiaux)                                                             |
|  |                                                                                         |

|  | Phascogale (phascogale)     |
|  |                             |
|  | Dasyurus (chats marsupiaux) |
|  |                             |

|  | Sminthopsis (souris marsupiales)                                                        |
|  |                                                                                         |
|  | \| \| Phascogale (phascogale) \| \| \| \| \| \| Dasyurus (chats marsupiaux) \| \| \| \| |
|  |                                                                                         |
|  | Phascogale (phascogale)                                                                 |
|  |                                                                                         |
|  | Dasyurus (chats marsupiaux)                                                             |
|  |                                                                                         |

|  | Phascogale (phascogale)     |
|  |                             |
|  | Dasyurus (chats marsupiaux) |
|  |                             |

|  | Sminthopsis (souris marsupiales)                                                        |
|  |                                                                                         |
|  | \| \| Phascogale (phascogale) \| \| \| \| \| \| Dasyurus (chats marsupiaux) \| \| \| \| |
|  |                                                                                         |
|  | Phascogale (phascogale)                                                                 |
|  |                                                                                         |
|  | Dasyurus (chats marsupiaux)                                                             |
|  |                                                                                         |

|  | Phascogale (phascogale)     |
|  |                             |
|  | Dasyurus (chats marsupiaux) |
|  |                             |

|  | Sminthopsis (souris marsupiales)                                                        |
|  |                                                                                         |
|  | \| \| Phascogale (phascogale) \| \| \| \| \| \| Dasyurus (chats marsupiaux) \| \| \| \| |
|  |                                                                                         |
|  | Phascogale (phascogale)                                                                 |
|  |                                                                                         |
|  | Dasyurus (chats marsupiaux)                                                             |
|  |                                                                                         |

|  | Phascogale (phascogale)     |
|  |                             |
|  | Dasyurus (chats marsupiaux) |
|  |                             |

## Menaces et conservation
Myrmecobius fasciatus était autrefois répandu dans le sud et le centre de l'Australie, des côtes ouest à la zone subaride de l'ouest de la Nouvelle-Galles du Sud. Il ne vit plus désormais que dans quelques forêts d'eucalyptus et des zones boisées du sud-ouest de l'Australie occidentale. Sa raréfaction est principalement due à la destruction de son habitat pour les besoins agricoles et à la prédation des chats sauvages et des renards. Malgré le fait que l'essentiel de leur habitat actuel ne risque plus d'être déboisé, les populations qui subsistent sont si réduites que l'UICN considère aujourd'hui l'espèce en danger. Le Zoo de Perth est un des rares zoos à abriter le myrmécobie à bandes.
On estime qu'il ne reste en 2016 à l'état sauvage, plus que 800 individus adultes qui occupent une superficie totale de 1 200 km2.